# Bouteille bleue
La bouteille bleue est une expérience de chimie visant à montrer le pouvoir réducteur du glucose et l'oxydation d'une solution par le dioxygène de l'air. Elle doit son nom au fait que l'on observe une solution bleue perdre sa coloration puis redevenir bleue après agitation. Pour la réaliser on a besoin de :
- Soude
- Glucose
- Bleu de méthylène
- Erlenmeyer avec bouchon

Tout d'abord la solution est bleue car l'oxygène dissous a oxydé le bleu de méthylène (indicateur coloré d'oxydo-réduction). Une réaction plus lente se met en place, la réduction par le glucose. Le bleu de méthylène réduit est incolore donc la solution perd sa couleur bleue. Si on agite l'erlenmeyer, on va aider le dioxygène gazeux de l'air à se dissoudre dans la bouteille et à la rendre bleue. On peut procéder de la sorte jusqu'à ce que tout le glucose soit oxydé. 
Le bleu de méthylène a ici un rôle de catalyseur redox, car il est l'intermédiaire de l'oxydation et de la réduction se déroulant entre le dioxygène et le glucose.

## Référence
- Description de l'expérience.